# Подписка о невыезде и надлежащем поведении

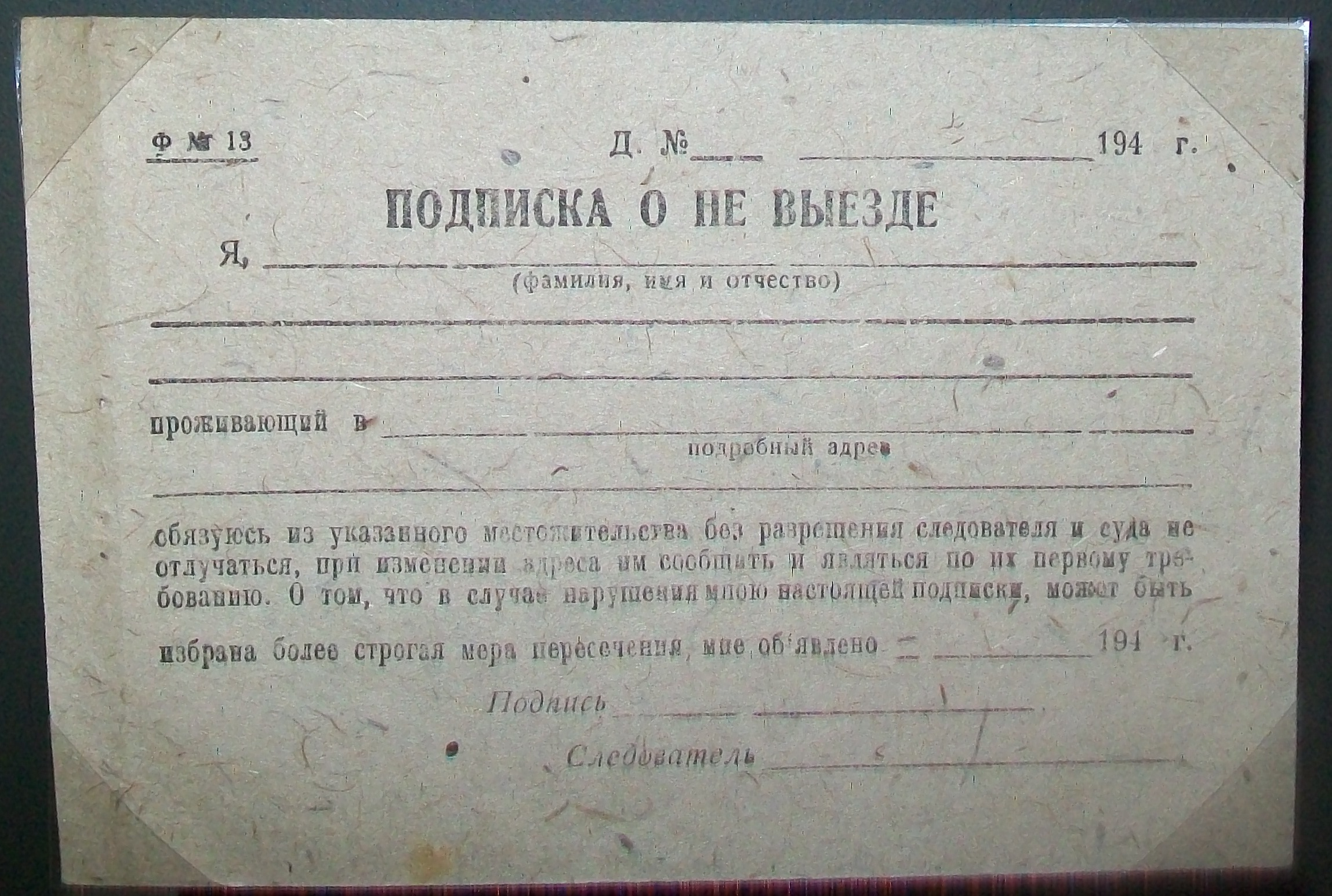
Бланк подписки о невыезде, использовавшейся в СССР в 1940-е годы

Подписка о невыезде и надлежащем поведении — одна из мер пресечения, предусмотренная уголовно-процессуальным законом.

## Подписка о невыезде и надлежащем поведении по Уголовно-процессуальному кодексу РФ
Согласно статье 102 Уголовно-процессуального кодекса Российской Федерации 

Подписка о невыезде и надлежащем поведении состоит в письменном обязательстве подозреваемого или обвиняемого:
1. не покидать постоянное или временное место жительства без разрешения дознавателя, следователя, или суда;
2. в назначенный срок являться по вызовам дознавателя, следователя, и в суд;
3. иным путём не препятствовать производству по уголовному делу.— 

Об избрании меры пресечения в виде подписки о невыезде и надлежащем поведении дознаватель, следователь или судья выносит постановление, а суд - определение (ст. 101 УПК РФ), в которых излагаются основаниям и мотивы избрания данной меры пресечения. Решение об избрании подписки о невыезде и надлежащем поведении объявляется подозреваемому (обвиняемому), его защитнику, законному представителю, а также разъясняется порядок обжалования данного решения. 
После этого от подозреваемого (обвиняемого) отбирается письменное обязательство в виде непосредственно самой подписки о невыезде и надлежащем поведении, в которой подозреваемый (обвиняемый) обязуется проживать по конкретному адресу и что до окончания предварительного расследования и судебного разбирательства обязуется выполнять ограничения, перечисленные в ст. 102 УПК РФ. В подписке разъясняется, что при нарушении данных обязательств к нему может быть применена более строгая мера  пресечения. Подписка дается на добровольной основе. Отказ в даче подписки о невыезде и надлежащем поведении либо в отсутствие подозреваемого (обвиняемого) не влекут для него правовые ограничения, перечисленные в ст. 102 УПК РФ.
Срок действия подписки о невыезде и надлежащем поведении не ограничен законом и сохраняет силу вплоть до обращения к исполнению вступившего в законную силу приговора, если ранее не возникнут основания для отмены этой меры пресечения. 
Нарушение без уважительных причин письменных обязательств, перечисленных в ст. 102 УПК РФ, служит основанием для избрания более строгой меры пресечения. 